# Epirrhoe inexpectata
Epirrhoe inexpectata là một loài bướm đêm trong họ Geometridae.